# Coleophora degenerella
Coleophora degenerella é uma espécie de mariposa do gênero Coleophora pertencente à família Coleophoridae.